# Bitwa koło Sept Îles
Bitwa koło Sept Îles – starcie morskie stoczone w nocy 22/23 października 1943 roku w czasie II wojny światowej pomiędzy okrętami brytyjskiej Royal Navy, a niemieckiej Kriegsmarine w ramach alianckiej operacji Tunnel, na północ od grupy wysp Sept Îles u wybrzeży Bretanii, zakończone zwycięstwem niemieckim. Starcie to nie ma ustalonej nazwy w literaturze, określane jest zwykle jako zatopienie krążownika „Charybdis”.

## Podłoże
W drugiej połowie 1943 roku Brytyjczycy prowadzili operację Tunnel, polegającą na ofensywnych patrolach koło wybrzeży francuskich w celu zwalczania niemieckiej żeglugi przybrzeżnej, a szczególnie przechwytywania łamaczy blokady. Działaniami kierowało dowództwo bazy w Plymouth, a głównie brały w nich udział niszczyciele eskortowe 15 Flotylli Niszczycieli, wzmacniane przez krążowniki lekkie i niszczyciele. Ich przeciwnikami były zazwyczaj duże torpedowce typu 1939 (Elbing) z 4 Flotylli Torpedowców z Brestu.
W nocy 3/4 października 1943 roku doszło do starcia w rejonie wysepek Sept Îles między brytyjskimi niszczycielami HMS „Grenville”, „Ulster”, „Limbourne”, „Tanatside” i „Wensleydale” a niemieckimi torpedowcami T22, T23, T25 i T27, które osłaniały statek „Norvard”, eskortowany przez 6 trałowców. Niemieckie torpedowce związały walką artyleryjską zespół aliancki, odciągając go od statku. Lekkie uszkodzenia odniosły niszczyciele „Grenville” (1 zabity, 7 rannych) i "Ulster".
22 października około godziny 19:00 z Plymouth wypłynął zespół brytyjski Task Force 28, w celu przechwycenia statku "Münsterland” (ponad 6000 BRT), który według doniesień wywiadu wypłynął z Brestu. Na początku października zdołał pokonać aliancką blokadę morską, płynąc z Japonii z ładunkiem surowców strategicznych (wolfram, kauczuk, chrom itp.). Statek, narażony w Breście na ataki lotnictwa, został więc wysłany pod silną eskortą poprzez Saint-Malo do Cherbourga. Bezpośrednią eskortę statku stanowiło 6 trałowców z 2 Flotylli i 2 patrolowce, a bliską osłonę zapewniało 5 torpedowców typu 1939: T22, T23, T25, T26, T27. Dowódcą był kmdr ppor. (Korvettenkapitan) Franz Kohlauf na T23. Trasa przebiegała w niedalekiej odległości od brzegów Bretanii.
Okrętem flagowym i najsilniejszą jednostką zespołu TF 28 był krążownik przeciwlotniczy „Charybdis”, uzbrojony w 8 armat uniwersalnych 114 mm, dowodzony przez komandora George A.W. Voelckera. W skład zespołu ponadto wchodziły dwa niszczyciele HMS „Grenville" (typu U) i „Rocket” (typu R) uzbrojone w 4 działa 120 mm i 8 wyrzutni torpedowych każdy oraz 4 niszczyciele eskortowe typu Hunt III: HMS „Limbourne”, „Talybont”, „Stevenstone”, „Wensleydale”, uzbrojone w 2 działa 102 mm i 2 wyrzutnie torpedowe każdy.

## Bitwa
Brytyjski zespół płynął na zachód w szyku torowym, z prędkością 13 węzłów. Pogoda była zła - niskie chmury i nadchodzący szkwał. Od godziny 0:30 23 października Brytyjczycy byli śledzeni przez nadbrzeżne stacje radarowe, przekazujące na okręty niemieckie informacje o położeniu. Brytyjczycy wiedzieli o obecności w okolicy około 3 okrętów niemieckich, gdyż niszczyciel „Limbourne” wyposażony był w aparaturę Headache przechwytującą niemiecką korespondencję radiową, nikt jednak nie był w stanie jej przetłumaczyć. Około 1:30 niemiecki zespół został wykryty radarem typu 272 krążownika „Charybdis”, w odległości ok. 12 600 m. Pozostałe niszczyciele, mające słabsze radary, nie znały jednak przez dłuższy czas pozycji przeciwnika. O 1:36 odległość zmalała do ok. 7 200 m. 
Niemiecki zespół płynął kontrkursem po lewej burcie Brytyjczyków i już od 1:38 Niemcy widzieli brytyjskie okręty. O 1:46 torpedowce wystrzeliły 24 torpedy, po czym  zaczęły się oddalać, zmieniając kurs na południe i dalej na wschód, nie otwierając przy tym ognia (torped nie odpalił jedynie T25, z powodu małego doświadczenia oficera torpedowego, przeniesionego z Luftwaffe). Brytyjskie okręty przygotowywały się do otwarcia ognia, lecz około 1:52 „Charybdis” został trafiony w lewą burtę dwoma torpedami z T23 i T27, które zniszczyły kotłownię i maszynownię i spowodowały duży przechył. Okręt został opuszczony przez załogę, po czym ok. 2:30 zatonął. Trafiony torpedą T22, która oderwała dziobową część okrętu, został także niszczyciel eskortowy „Limbourne”. Torped natomiast uniknęły „Grenville” i „Wensleydale”. Szyk brytyjskiego zespołu załamał się na skutek uników i zapanował chaos, tym bardziej, że drugim w kolejności dowodzenia okrętem był „Limbourne”, z którego nie przekazywano żadnych rozkazów, a jego dowódca kmdr Walther Phipps był ranny. Dopiero po dłuższym czasie dowodzenie zespołem objął kpt mar. Roger Hill na „Grenville”. Z powodu braku ostrzału przez Niemców, dowódcy niszczycieli sądzili, że sprawcami ataku były kutry torpedowe. 
Brytyjskie okręty powróciły na miejsce zatonięcia krążownika ok. 3:45. Niszczyciele „Stevenstone” i „Wensleydale” uratowały
107 osób, zginęło 462 członków załogi, w tym dowódca, który pozostał na mostku. Na „Limbourne” zginęło 40 osób. Próba holowania „Limbourne” nie powiodła się z powodu zacięcia steru i po zdjęciu załogi przez „Talybont”, został on po godz. 5 dobity torpedą przez „Rocket” lub „Talybont”. Siły brytyjskie powróciły następnie do Plymouth, gdzie dotarły ok. 10. Zespół niemiecki dopłynął bez strat o 7.30 do Saint-Malo.
Ocenia się, że błędem brytyjskiego dowództwa było powielanie takiego samego schematu taktycznego, poznanego przez Niemców, a także przyjęcie szyku torowego z krążownikiem na czele i wreszcie brak zgrania okrętów niepływających w jednym zespole oraz niewielkie doświadczenie komandora Voelckera i komandora Phippsa (który objął dowodzenie "Limbournem” 22 października) w akcjach na tym akwenie. 
W następstwie starcia, 29 października 1943 roku dowódca niemieckiej 4 Flotylli Torpedowców Franz Kohlauf został odznaczony Krzyżem Rycerskim Krzyża Żelaznego.
W 1993 roku wrak „Charybdis” został odnaleziony na północ od archipelagu Sept Îles, na współrzędnych 49°00′N 3°35′W/49,000000 -3,583333, na głębokości 83 m.

## Zestawienie sił
† – okręty zatopione
 Niemcy:
- 4 Flotylla Torpedowców - kmdr ppor. Franz Kohlauf 
  - T23 (okręt flagowy), T22, T25, T26, T27 - typu 1939

 Wielka Brytania:
- Task Force 28 - komandor George A.W. Voelcker
  - krążownik przeciwlotniczy HMS „Charybdis” † (flagowy)
  - niszczyciele: HMS „Grenville”, HMS „Rocket”
  - niszczyciele eskortowe: HMS „Limbourne” † (kmdr Walther J.Phipps), „Talybont”, „Stevenstone”, „Wensleydale”